# 普雷森西奥
普雷森西奥，是西班牙卡斯蒂利亚-莱昂布尔戈斯省的一个市镇。总面积35平方公里，总人口281人（2001年），人口密度8人/平方公里。